# Glaberarcturus stellae
Glaberarcturus stellae är en kräftdjursart som beskrevs av Oleg Grigor'evich Kussakin och Galina S. Vasina 1998. Glaberarcturus stellae ingår i släktet Glaberarcturus och familjen Antarcturidae. Inga underarter finns listade i Catalogue of Life.